# Majdanpek
Majdanpek (Servisch: Мајданпек) is een gemeente in het Servische district Bor.
Majdanpek telt 23.703 inwoners (2002). De oppervlakte bedraagt 932 km², de bevolkingsdichtheid is 25,4 inwoners per km².

## Plaatsen in de gemeente
- Boljetin
- Vlaole
- Golubinje
- Debeli Lug
- Donji Milanovac
- Jasikovo
- Klokočevac
- Leskovo
- Majdanpek
- Miroč
- Mosna
- Rudna Glava
- Topolnica
- Crnajka